# Fabián Puléř
Fabián Puléř (asi 1520 Ústí nad Labem — 1562 Praha) byl český renesanční malíř.

## Život a dílo
Je znám jako autor iluminací zdobících mnoho utrakvistických liturgických knih, maloval také oltářní archy. V jeho tvorbě je zřetelný vliv Albrechta Dürera a Albrechta Altdorfera, který dal vznik dosud spolehlivě nepotvrzené teorii o jeho dlouholetém tovaryšském pobytu v zahraničí. Podle písemných dokladů působil od roku 1550 jako mistr malířského cechu na Starém Městě pražském. Jeho nejznámějšími díly jsou Žlutický kancionál, vytvořený v písařské dílně Jana Táborského, a Kaňkovský graduál, obsahující vzácný výjev z upálení mistra Jana Husa.

## Galerie

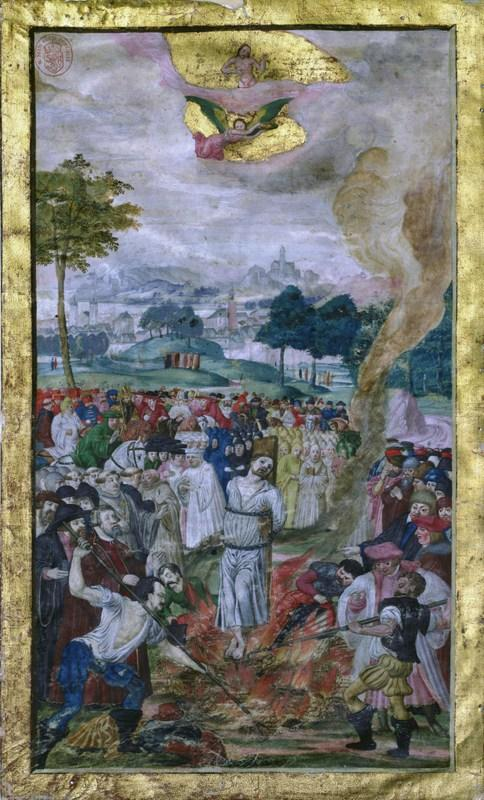
iluminátor Fabián Puléř - Zlomek pravděpodobně Kaňkovského graduálu
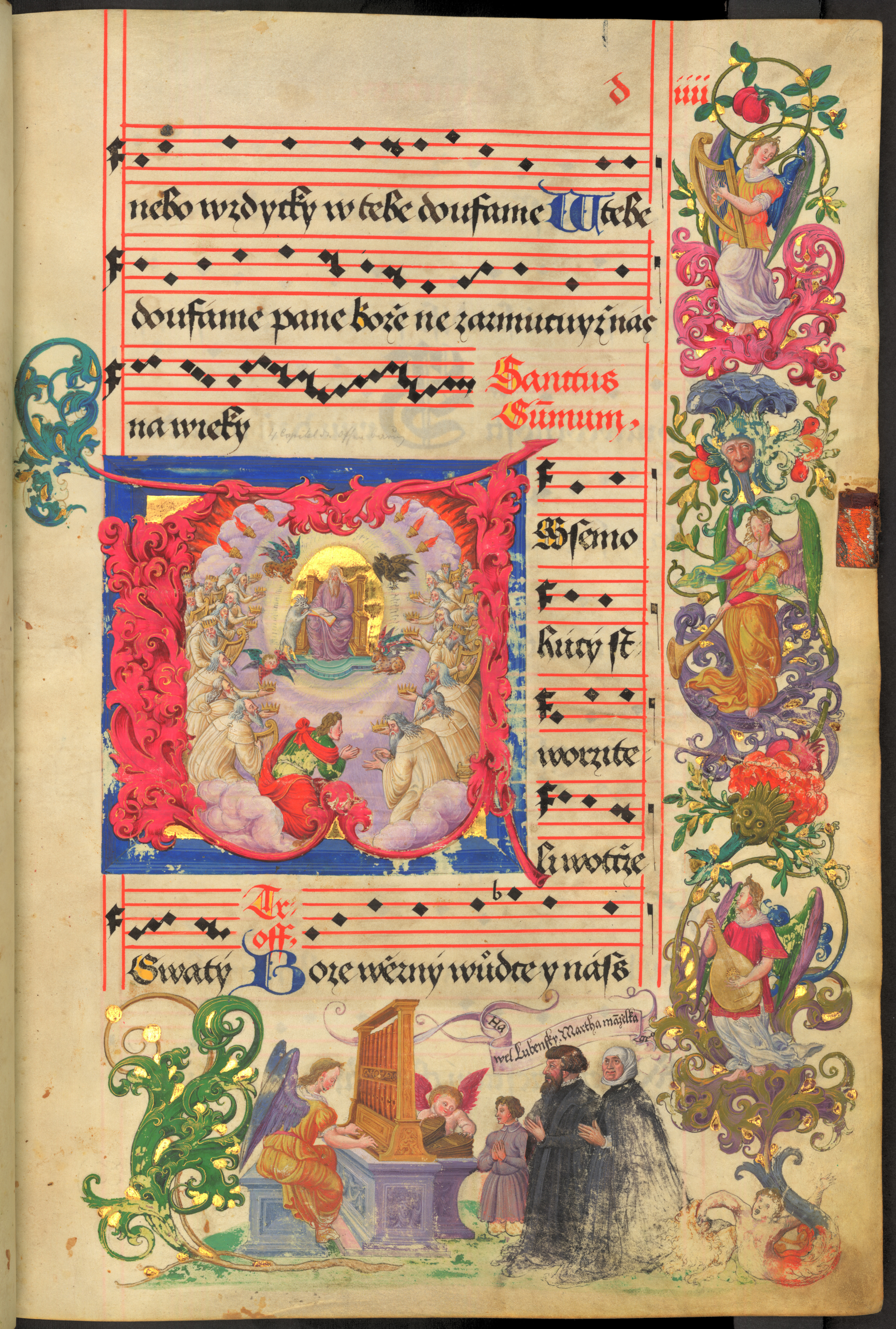
iluminátor Fabián Puléř - Žlutický kancionál